# Howmet Aerospace
Howmet Aerospace Inc. er en amerikansk producent af komponenter til flyindustrien, som er baseret i Pittsburgh Pennsylvania. Deres komponenter benyttes til jetmotorer, fasteners, titanium-strukturer og hærdede aluminiumshjul. Howmet har 27 afdelinger i 9 lande.
Howmet Aerospace blev etableret i 2020 efter Arconic blev delt i henholdsvis Arconic Corporation og Howmet Aerospace.